# 平田観光
平田観光株式会社（ひらたかんこう）は、沖縄県石垣市美崎町の石垣港離島ターミナルに本社を置く旅行会社である。かつては貸切バス事業も行なっていた。

## 概要
石垣島から八重山諸島の島々への日帰りのツアーを中心に八重山諸島内のツアーを企画・運営する。

## 沿革

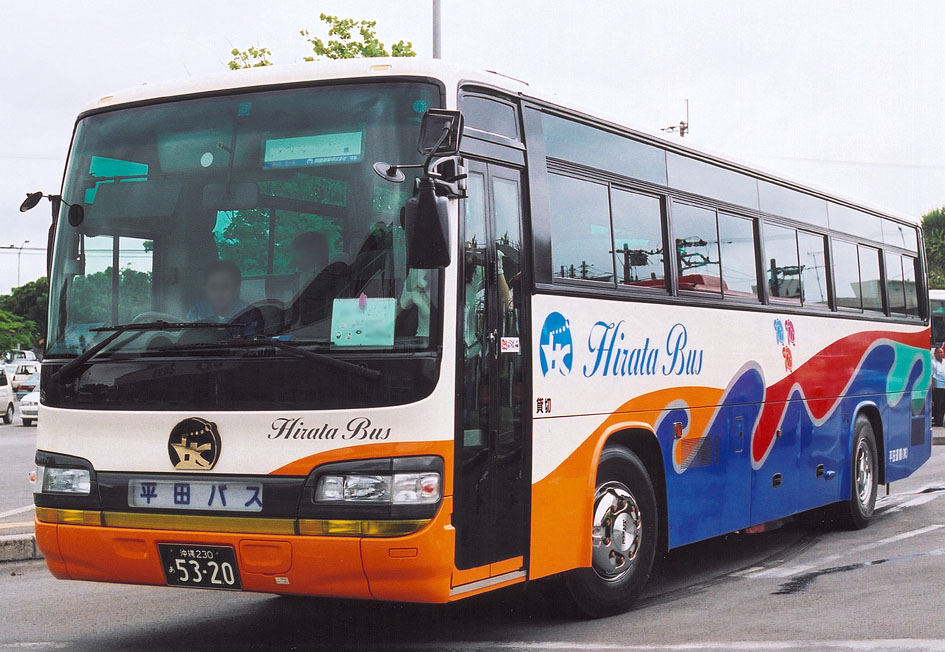
貸切バス （画像は平田運輸時代、2003年撮影）

創業者平田哲三が1972年（昭和47年）に平田つりぐ店として創業。その後、釣り船観光を始め、離島への観光客の送迎等も行うようになる。小説家の司馬遼太郎は、1974年（昭和49年）に八重山諸島を訪れた際に、平田つりぐ店の船で石垣島から竹富島に渡り、片道5,000円であったと紀行文集『街道をゆく』「沖縄・先島への道」に記している。海運業としては、1984年（昭和59年）には船舶5隻を保有するまでになるが、1990年（平成2年）に八重山観光フェリーに全ての船舶を委譲し、その総代理店となる。
また、旅行業としては、1976年（昭和51年）に竹富島で、1981年（昭和56年）に由布島で水牛車観光を始めるなど、八重山諸島での観光開発を行った。1998年（平成10年）には平田運輸株式会社を設立して、観光・貸切バス事業を開始。石垣島内で観光用貸切バスの運行を行っていたが、2011年（平成23年）3月をもってバス事業から撤退。

### 年表
- 1972年（昭和47年） - 平田観光の前身である平田つりぐ店設立。第一平田丸を購入し釣り船観光を開始[3]。
- 1976年（昭和51年） - 竹富島で水牛車観光を開始[3]。
- 1978年（昭和53年） - 社名を平田観光に変更。この頃より新造船を就航させる[3]。
- 1981年（昭和56年） - 由布島で水牛車観光を開始[3]。
- 1983年（昭和58年） - 有限会社平田観光設立[3]。
- 1984年（昭和59年） - この頃、船舶5隻を保有[3]。
- 1986年（昭和61年） - 損害保険代理業務開始[3]。
- 1990年（平成2年） - 平田観光株式会社に商号変更[4]。
- 1990年（平成2年） - 八重山観光フェリーに全ての船舶を委譲し、総代理店となる[4]。
- 1998年（平成10年） - 平田運輸株式会社を設立。バス事業を開始[5][4]。
- 1999年（平成11年） - 平田観光農園をオープン[4]。
- 2003年（平成15年）6月18日 - 平田観光、琉球真珠、船浮の住民が出資し、有限会社船浮観光設立[6]。
- 2005年（平成17年）12月18日 - 旧・平田観光株式会社と平田運輸株式会社を経営統合し、新・平田観光株式会社となる[4]。
- 2007年（平成19年）1月31日 - 石垣港離島ターミナルの運用開始に伴い、本社、離島観光事業部、貸切・観光バス事業部営業部門[要出典]を離島桟橋[7]から離島ターミナルに移転[8]。
- 2008年（平成20年）6月30日 - 貸切・観光バス事業部営業部門（予約2課）を再び八島町1-9-3（車両基地）へ移転。運行管理課、乗務員と指揮系統連携強化している。[要出典]
- 2010年（平成20年）8月1日 - ビジット・ジャパン案内所（カテゴリー1）の認定（7月26日付け）を受け、案内所を開設[9][10]。
- 2011年（平成23年）3月 - バス事業から撤退[5]。
- 2011年（平成23年）4月23日 - バンナ公園でセグウェイツアーを開始[11]。